# Wolfgang Rieck (Politiker)
Wolfgang Rieck (* 6. Dezember 1954 in Lutherstadt Wittenberg) ist ein deutscher Politiker (CDU). Er war von 1990 bis 1998 Abgeordneter im Landtag von Sachsen-Anhalt.

## Ausbildung und Leben
Wolfgang Rieck legte 1973 das Abitur ab und studierte 1975 bis 1980 Veterinärmedizin. Ab 1980 war er praktischer Tierarzt, seit August 1990 in eigener Niederlassung. Wolfgang Rieck, der evangelischer Konfession ist, ist verheiratet und hat zwei Kinder.

## Politik
Wolfgang Rieck  trat 1986 der DBD bei. 1990 wurde er Mitglied der CDU. Er wurde bei der ersten Landtagswahl in Sachsen-Anhalt 1990 im Landtagswahlkreis Gräfenhainichen – Roßlau (WK 20) direkt in den Landtag gewählt. Im Landtag war er Vorsitzender des Ausschusses für Ernährung, Landwirtschaft und Forsten. Er ist Vorstandsvorsitzender der Lebenshilfe e.v. Reha-Zentrum Rotall.
Wolfgang Rieck wurde 2022 mit dem Bundesverdienstkreuz am Bande ausgezeichnet.